# Walter Hauck
Walter Hauck přezdívaný Krvavý Walter (4. června 1918 – 6. listopadu 2006) byl německý důstojník SS, působící v Pelhřimově a v Leskovicích na Vysočině.

## Život
Před druhou světovou válkou pracoval u německé policie. V roce 1944 působil v hodnosti Obersturmführer v 12. tankové divizi SS „Hitlerjugend“.
Účastnil se masakru u Ascqu, kde bylo zabito přes 80 obyvatel a 5. května 1945 také masakru v Leskovicích, kde německé vojsko pod jeho vedením vtrhlo do obce, vypálilo 31 domů a zabilo 26 lidí.
Po válce byl zajat francouzskými vojsky a odsouzen k trestu smrti. Později byl rozsudek zmírněn a v roce 1957 byl dokonce propuštěn. Po propuštění žil nedaleko Stuttgartu. V letech 1969, 1977 a 2005 žádaly státní orgány Československa a později České republiky o jeho vydání, kvůli zločinům v Leskovicích. Žádosti byly opakovaně zamítnuty. Zemřel v 6. listopadu 2006.